# Marcela Arroyo
Marcela Arroyo Vergara nació el 13 de diciembre de 1984 en la Ciudad de México. Es una ex tenista profesional mexicana, ganadora de diversos títulos internacionales en singles y dobles avalados por la Federación Internacional de Tenis, miembro del equipo mexicano en premundiales, mundiales y Fed Cup (Copa Davis Femenil). Arquitecta de profesión que posterior a su retiro trabajó como Capitana de Selecciones Nacionales y como Coordinadora del Circuito Profesional de Mujeres en la Federación Mexicana de Tenis. Actualmente es Directora de MAT Tennis / Marcela Arroyo Tennis Academy, academia basada en el Estado de México que cuenta con alrededor de 150 jugadores infantiles y juveniles.
Previo a su carrera como tenista, Marcela fue dos veces Campeona Nacional de Softball 10 y 12 (-), Campeona de Bateo con un Porcentaje de .646, Campeona de Carreras Producidas, Ganadora del Premio "Jorge Pasquel", Jugadora Más Valiosa y dos veces representante de Latinoamérica en el Mundial de Softball de Ligas Menores en Portland, Oregon (USA). Jugaba como Shortstop, 3° Base y Catcher, en ambos mundiales obtuvo el 5° lugar. 
Como juvenil:
- Campeona Nacional en todas las categorías infantiles y juveniles: 12 años (-), 14 años (-), 16 años (-) y 18 años (-). 
- #43 ITF a los 16 años, participó en torneos en más de 30 países del mundo incluyendo Grand Slams Juniors como el Abierto de Estados Unidos (US OPEN), Abierto de Francia (Roland Garros), etc. jugando con jugadoras como Maria Sharapova, Ana Ivanovic, Svetlana Kuznetzova, Sania Mirza, Vera Zvonareva, Jelena Jankovic, etc.
- #1 de Cotecc (Confederación de Tenis de México, Centroamérica y el Caribe)
- Ganadora de diversos torneos internacionales (ITF) en singles y dobles tanto en México como en el extranjero
- Sparring de Martina Hingis durante su visita a México.
Títulos
| N.º | Torneo                                         | Lugar                           | Oponente en la final                  | Resultado     |
| --- | ---------------------------------------------- | ------------------------------- | ------------------------------------- | ------------- |
| 1.  | Copa Internacional Berimbau 2000               | Estado de México, México        | María Eugenia Brito (MEX)             | 6-4, 6-2      |
| 2.  | Barclays Open 2000                             | Bridgetown, Barbados            | Georgia Rose (GBR)                    | 6-4, 6-3      |
| 3.  | Barclays Open 2000                             | Bridgetown, Barbados            | De pareja con Richelle Le Saldo (BAR) | 6-2, 6-2      |
| 4.  | Prince Cup                                     | Miami, Estados Unidos           | De pareja con Olena Tutskova (UKR)    | 6-4, 6-3      |
| 5.  | Welt Open 2001                                 | Boca Ratón, Estados Unidos      | Irina Zchalova (CZE)                  | 7-5, 6-4      |
| 6.  | Copa Mundo Maya 2001                           | Guatemala, Guatemala            | Cruz (ESA)                            | 6-3, 6-0      |
| 7.  | Copa Internacional Berimbau 2002               | Estado de México, México        | Yuko Uchida (JPN)                     | 7-6(2), 6-3   |
| 8.  | Copa Internacional Berimbau 2002               | Estado de México, México        | De pareja con Gabriela Duch (MEX)     | 6-3, 6-3      |
| 9.  | Jitic Central American & Caribbean Closed 2002 | Nueva San Salvador, El Salvador | Liz Cruz (ESA)                        | 6-1, 7-5      |
| 10. | Canadian Cup 2002                              | Ottawa, Canadá                  | G. Wright (USA)                       | 3-6, 6-2, 6-2 |
| 11. | Corydon Invitational 2002                      | Corydon, Estados Unidos         | Andrea Botelho(POR)                   | 6-1, 6-4      |
| 12. | SP Tennis Open 2002                            | Alkmaar, Holanda                | Lita Grün (AUT)                       | 7-5,4-6,6-2   |

Como profesional:
- Campeona Nacional Profesional Primera Fuerza en singles y dobles.
- Victorias sobre jugadoras top 100 del mundo como Casey Dellaqua, Sabine Lisicki, Pauline Parmienter, María José Martínez, etc. 
- #307 WTA Ganadora de varios torneos profesionales con bolsa de 10,000 USD y 25,000 USD. Pareja de dobles de Melissa Torres, extenista profesional mexicana y junto con quien ganó los siguientes títulos:
Títulos
| N.º | Bolsa       | Torneo                          | Pareja               | Oponentes en la final                               | Resultado   |
| --- | ----------- | ------------------------------- | -------------------- | --------------------------------------------------- | ----------- |
| 1.  | $10,000 USD | Nueva San Salvador, El Salvador | Melissa Torres (MEX) | Patricia Holzman (ARG) y Hilda Zuleta-Cabrera (ECU) | 6-1 7-5     |
| 2.  | $10,000 USD | Aguascalientes, México          | Melissa Torres (MEX) | Jorgelina Cravero (ARG) y Flavia Mignola (ARG)      | 6-3 6-2     |
| 3.  | $25,000 USD | Ciudad de México, México        | Melissa Torres (MEX) |                                                     | 4-6 6-3 7-5 |
| 4.  | $25,000 USD | Puebla, México                  | Melissa Torres (MEX) |                                                     | 6-1 3-6 6-0 |

Miembro del Equipo Mexicano en:
- ITF Tennis World Youth Cup (Perth, Australia)
- Junior Fed Cup
- Copa Federación / Fed Cup
- Mundiales
- Premundiales
- Universiada Mundial Izmir 2005
Como universitaria:
- Medallista de bronce en la “Universiada Mundial Izmir 2005” en Turquía.

- Miembro del Grupo Elite de la Universidad Anáhuac México Sur, grupo conformado por 11 atletas de distintas disciplinas condecorados y apoyados por dicha universidad debido a su trayectoria deportiva (Gerardo Torrado, Guillermo Ochoa, Paola Espinosa, Rommel Pacheco, Tatiana Ortiz, Melissa Torres, Marcela Arroyo, Claudia Valdez, Manuel Sotomayor, etc.)
- Bicampeona Nacional Universitaria (2005 y 2006).
- Jugadora universitaria más valiosa CONADEIP (2005)
- Premio en Liderazgo y Valores Humanos (2006) Universidad Anáhuac México Sur.
- Creadora del Programa de Tenis para el Equipo Representativo de la Universidad Anáhuac México Sur.
- Licenciada en Arquitectura (2010) por la Universidad Anáhuac México Sur.
Como Capitana Nacional:
- Capitana de Equipo Nacional Mexicano en diversas categorías y eventos (Gira de Verano, JITIC, Gira de Invierno, Orange Bowl, JITI Invitational, Junior Fed Cup, etc).
- Selección y escauteo de jugadores talento. 
Como parte de la Federación Mexicana de Tenis:
- Coordinadora del Circuito Profesional Femenil de la Federación Mexicana de Tenis (2008, 2009). Encargada de dirigir, organizar y garantizar la adecuada realización de torneos profesionales WTA en todo México; firma de contratos, conferencias de prensa, avales FMT (Federación Mexicana de Tenis) e ITF (International Tennis Federation), invitación de jugadoras, pago de bolsa, etc. 
- Designación de Wild Cards correspondientes a la Federación Mexicana de Tenis con base en resultados obtenidos en el circuito FMT / ITF.
- Selección de talentos juveniles y parte del comité de designación de equipos representativos

## Medallero FISU Universiade Izmir Turquía 2005[20]
| Evento          | Oro                                     | Plata                                                | Bronce                                       |
| --------------- | --------------------------------------- | ---------------------------------------------------- | -------------------------------------------- |
| Men's Singles   | Artem Sitak (RUS)                       | Evgeny Kirillov (RUS)                                | Sébastien Kosak (FRA)                        |
| Men's Singles   | Artem Sitak (RUS)                       | Evgeny Kirillov (RUS)                                | Wang Yeu-tzuoo (TPE)                         |
| Men's Doubles   | Artem Sitak and Dmitri Sitak (RUS)      | Nikola Ćirić and Darko Mađarovski (SCG)              | Radoslav Nijaki and Filip Urban (POL)        |
| Men's Doubles   | Artem Sitak and Dmitri Sitak (RUS)      | Nikola Ćirić and Darko Mađarovski (SCG)              | Viktor Bruthans and Peter Miklušičák (SVK)   |
| Women's Singles | Eva Hrdinová (CZE)                      | Cho Yoon-jeong (KOR)                                 | Chan Chin-wei (TPE)                          |
| Women's Singles | Eva Hrdinová (CZE)                      | Cho Yoon-jeong (KOR)                                 | Hsieh Su-wei (TPE)                           |
| Women's Doubles | Chuang Chia-jung and Hsieh Su-wei (TPE) | Katarína Bašternáková and Stanislava Hrozenská (SVK) | Tomoko Dokei and Junri Namigata (JPN)        |
| Women's Doubles | Chuang Chia-jung and Hsieh Su-wei (TPE) | Katarína Bašternáková and Stanislava Hrozenská (SVK) | Lorena Ivette Arias and Marcela Arroyo (MEX) |